# George Andrie
George Joseph Andrie (* 20. April 1940 in Grand Rapids, Michigan, USA; † 21. August 2018 in Woodway, Texas) war ein US-amerikanischer American-Football-Spieler. Er spielte als Defensive End in der National Football League (NFL) bei den Dallas Cowboys.

## Spielerlaufbahn

### Collegekarriere
George Andrie spielte bereits auf der High School in seiner Geburtsstadt American Football. Nach seinem Schulabschluss schloss er sich der Marquette University an und spielte dort sowohl in der Offense, als auch in der Defense College Football. Nachdem die Marquette Avalanche nach der Saison 1960 den Spielbetrieb eingestellt hatte, beendete er trotzdem dort sein Studium.

### Profikarriere
Obwohl Andrie seine Collegekarriere vorzeitig beenden musste, wurden die Mannschaften der Profiligen auf ihn aufmerksam. Im Jahr 1962 wurde er von den in der AFL angesiedelten San Diego Chargers in der zwölften Runde an 96 Stelle gedraftet. Er schloss sich allerdings nicht der Mannschaft aus San Diego an, sondern unterschrieb einen Vertrag bei den Dallas Cowboys, die in der Konkurrenzliga der AFL, der NFL, angesiedelt waren und ihn in der sechsten Runde an 82 Stelle gedraftet hatten.
Die von Tom Landry trainierte Mannschaft aus Dallas konnte seit der Aufnahme des Spielbetriebs im Jahr 1960 in der NFL noch keine Saison positiv gestalten. Dies sollte sich ab dem Jahr 1966 ändern. Vor der Saison wechselte Ernie Stautner, ein Abwehrspezialist und späteres Mitglied in der Pro Football Hall of Fame, als Assistenztrainer zu den Cowboys. Die Defense der Mannschaft um Spieler wie Bob Lilly, Mel Renfro, Dave Edwards, Larry Cole und Andrie erarbeitete sich einen legendären Ruf und ging als Doomsday Defense in die Geschichte der NFL ein. In dem Jahr 1966 gelang der erstmalige Einzug in das NFL-Endspiel, wo die Mannschaft an den von Vince Lombardi trainierten Green Bay Packers mit 34:27 scheiterte.
Im Jahr 1967 machte George Andrie landesweit auf sich aufmerksam. Die Cowboys konnten in der regular Season neun von 14 Spielen gewinnen. Dem klaren 52:14-Sieg im Divisional-Play-off-Spiel gegen die Cleveland Browns stand allerdings eine 21:17-Niederlage der Mannschaft gegen die Green Bay Packers im NFL-Endspiel gegenüber. Das Spiel sollte als Ice Bowl NFL Geschichte schreiben und Andrie trug seinen Teil dazu bei. Ihm gelang während des Spiels ein Fumble. Den eroberten Ball trug er danach in die gegnerische Endzone zu einem Touchdown. An der Niederlage seiner Mannschaft änderte diese Leistung jedoch nichts.
Nach der regular Season 1970 konnte Andrie dann mit den Cowboys nach einem 17:10-Sieg über die San Francisco 49ers im NFC Championship Game zum ersten Mal in den Super Bowl einziehen. Im Super Bowl V konnten sich aber die von Don McCafferty betreuten Baltimore Colts mit 16:13 durchsetzen.
Im Jahr 1971 gelang Andrie dann sein größter sportlicher Erfolg. Die Cowboys unter Führung der beiden Quarterbacks Craig Morton und Roger Staubach gewannen in der regular Season elf von 14 Spielen und zogen damit in die Play-offs ein. Nach einem 14:3-Sieg über die San Francisco 49ers gelang dem Team von Andrie im Super Bowl VI gegen die von Don Shula trainierten Miami Dolphins ein 24:3-Sieg.
Aufgrund von anhaltenden Rückenproblemen beendete George Andrie nach der Saison 1972 seine Laufbahn.

## Ehrungen
George Andrie spielte fünfmal im Pro Bowl und wurde nach dem Spiel 1969 zum Pro Bowl MVP gewählt. Er wurde viermal zum All Pro nominiert und befindet sich in der Ruhmeshalle seines Colleges.

## Nach der Laufbahn
Andrie wurde nach seiner Laufbahn ein erfolgreicher Geschäftsmann in Waco. Er gründete ein Unternehmen für Werbeartikel. Er war verheiratet und hatte sieben Kinder. Im Jahr 2018 starb der an Demenz leidende Andrie an Herzversagen und fand auf dem Oakwood Cemetery in Waco seine letzte Ruhestätte.

## Quelle
- Jens Plassmann: NFL – American Football. Das Spiel, die Stars, die Stories (= Rororo 9445 rororo Sport). Rowohlt, Reinbek bei Hamburg 1995, ISBN 3-499-19445-7.
- Peter Golenbock: Landry’s Boys: An Oral History of a Team and an Era, Triumph Books, 2005, ISBN 1-61749-954-4
- Brian Jensen, Troy Aikman: Where Have All Our Cowboys Gone, 2005, ISBN 1-4616-3611-6